# Malbim
Malbim Meir (Majer) Weiser (ur. 7 marca 1809 w Wołoczyskach na Wołyniu, zm. 18 września 1879 w Kijowie) – rabin, kaznodzieja, konserwatywny działacz religijny i komentator Biblii – przeciwnik Haskali. „Czołowy uczony Tory i jeden z wyróżniających się komentatorów swoich czasów. Napisał monumentalny, analityczny komentarz do Tory – HaTora wehamicwa, opublikowany w Warszawie w latach 1860–1876” (Wikipardes). Za życia znany był pod akronimem Malbim (hebr. מלבי”ם, Meir Löb ben Jehiel Michae Weiser, hebr. מאיר ליבוש בן יחיאל מיכאל וייזר). Zwany też Lajbusiem Malbimem. 
Uczył się w Warszawie. W dokumentach określany jako poddany pruski. Być może wynikało to z jego działalności, jako rabina, we Wrześni i Kępnie w ówczesnych Prusach. Z Poznańskiego Malbim trafił do Bukaresztu na stanowisko naczelnego rabina Rumunii. Następnie przeniósł się do Konstantynopola, a później do Paryża. Po pracy w tak wielkich miastach przyjął posadę w niegdyś wojewódzkiej Łęczycy. Wikipedia podaje 1866 jako rok objęcia funkcji rabina w Łęczycy, po sławnym rabinie i uczonym Chaimie Auerbachu. Chodzi zapewne o Izaaka Chaima Auerbacha – syna Chaima Auerbacha – obaj byli rabinami Łęczycy i pisarzami religijnymi. Po pobycie w Łęczycy Malbim trafił do Chersonia i Mohylewa.
Brak w biogramach Malbima wiadomości o objęciu przez niego funkcji rabina Łęczycy około 1870 r. Trudno ustalić kiedy formalnie przyjął tę funkcję – propozycję objęcia otrzymał od łęczyckiej Gminy w grudniu 1869 r. Malbim przyjął ją i napisał własnoręcznie krótki życiorys, z którego wynika, że uprawnienia rabinackie uzyskał 12 czerwca 1840 r. w regencji poznańskiej. Był żonaty z córką rabina Łęczycy Chaima Auerbacha (Urbacha vel Orbacha).
Malbimowi zaproponowano dochód w wysokości 1650 rubli rocznie. Ponowny wybór Malbima związany był prawdopodobnie z jego kolejnym małżeństwem, tym razem z córką Fajwela Opoczyńskiego z Łęczycy. Akt wyboru na rabina Łęczycy podpisali w imieniu Gminy żydowskiej: Hersz Kowalewski, Mordka Cygler, Szlama Piątkowski, Lajbuś Wilk, Icek Goldmann, Mosiek Krośniewicki, Abram Dawid Chabański, Izrael Wilk, Abram Goldman, L. Puterkowski lub Petrykowski oraz członkowie Dozoru Bóżniczego – M.D. Landau i Opoczyński. Rabin Malbim występuje w dokumentach jeszcze w 1872 r., lecz nie wiadomo dokładnie do kiedy pełnił swoją funkcję. Można w przybliżeniu założyć, że do lata 1872 r., gdyż we wrześniu 1872 r. określano Malbima byłym rabinem.
W lipcu 1871 r. rabin Malbim wynajął „służbowe” mieszkanie przy ul. Bóżniczej 35 (Mała Synagoga) Chaimowi Goldbergowi. Mieszkanie Malbima istnieje do dziś w budynku Małej Synagogi w Łęczycy przy zbiegu ulic Kaliskiej i Szpitalnej.
W lutym 1872 r. doszło do konfliktu między rabinem Malbimem a rytualnymi rzezakami.
Jeszcze w styczniu 1878 r. zajmowano się zmianami dokonanymi przez byłego rabina Malbima. Władze gubernialne uznały go winnym wykroczeń – Malbim zakazał żydowskim rzeźnikom sprzedaży mięsa w jatkach miejskich. Nakazał robić to w synagodze. Ten, kto się nie podporządkował nie otrzymywał od rabina „certyfikatu” koszerności.
Malbim po wyjeździe z Łęczycy pracował w Wilnie, Królewcu i Krzemieńczuku na Ukrainie. Odmówił przyjęcia funkcji rabina Nowego Jorku.
Kontrowersyjny rabin pozostawił po sobie wiele publikacji drukowanych m.in. we Wrocławiu, Warszawie, Paryżu i Krotoszynie. Najważniejsze dzieła wydał za pieniądze pochodzące od łęczyckiej rodziny swojej drugiej żony.

## Najważniejsze publikacje Malbima
- Archot ha-Hayyim, Wrocław 1837
- Archot ha-Shalom, Krotoszyn 1839
- Ha-Torah v’ha Mikvah, Warszawa 1874 – 1880
- Mikra’e Kodesh, 1874
- Mashal u-Melikah, Paryż 1867

W 2005 r. w Krakowie ukazała się nakładem Stowarzyszenia Pardes „Księga Rut z komentarzem Malbima oraz esej o Dziesięciu Przykazaniach”. Redaktorem wydania był rabin dr Sacha Pecaric.
W 2006 r. to samo wydawnictwo opublikowało „Księgę Estery z komentarzem Malbima” (wyd. zredagowane przez rabina dr. Sachę Pecarica).